# ران توماس
ران توماس (انگلیسی: Ron Thomas؛ ۱۹ نوامبر ۱۹۵۰ – ۱۴ ژوئیهٔ ۲۰۱۸) بازیکن بسکتبال اهل ایالات متحده آمریکا بود.